# Sortskæg
Edward Teach, i vide kredse omtalt Sortskæg (engelsk: Blackbeard) (født i Bristol ca. 1680, død 22. november 1718) var en britisk sørøver, som for det meste opholdt sig i Caribien. Han var berygtet vidt omkring. Grunden til hans øgenavn var, at han havde et stort sort skæg. Han blev dræbt af kaptajnløjtnant Robert Maynard, som var kaptajn på det britiske orlogsskib HMS Pearl.
Man ved så godt som ingenting om Sortskægs ungdom. Hans karriere som sømand begyndte på et britisk skib, som sejlede fra Jamaica under den spanske arvefølgekrig. Efter krigen fik han hyre på et jamaicansk skib, som var ledet af piraten Benjamin Hornigold. Her stiftede han også bekendtskab med piraten Stede Bonnet.
Sortskægs død var ifølge overleveringen temmelig dramatisk. Den 21. november 1718 øjnede Maynard Sortskægs skib. Sortskægs skib Adventure havde formodentlig 19 mand bestående af tretten europæere og seks sorte, mens Maynard alt i alt havde tres mand. Da Maynard den følgende morgen optog jagten, fik Sortskæg narret ham ind i nogle sandbanker, så Maynards skib sad fast. Det lykkedes dog efter nogen tid at få skibet fri, og jagten blev genoptaget. Da Maynard og hans mænd indhentede Sortskæg, fór begge parter på hinanden Maynard og Sortskæg kæmpede ansigt til ansigt. Det lykkedes da Maynard at gøre det af med Sortskæg.